# Joltai, Găgăuzia
Joltai (în găgăuză Coltay, în rusă Джолтай) este un sat în Unitatea Teritorială Administrativă Găgăuzia, Republica Moldova.
Satul a fost întemeiat în prima jumătate a secolului al XIX-lea.

## Demografie

### Structura etnică
Structura etnică a localității conform recensământului populației din 2004:
| Grup etnic                    | Populație | % Procentaj |
| ----------------------------- | --------- | ----------- |
| Găgăuzi                       | 2187      | 96,01%      |
| Ucraineni                     | 23        | 1,01%       |
| Băștinași declarați Moldoveni | 22        | 0,97%       |
| Ruși                          | 16        | 0,70%       |
| Bulgari                       | 13        | 0,57%       |
| Țigani                        | 6         | 0,26%       |
| Alții                         | 11        | 0,48%       |
| Total                         | 2278      | 100%        |

## Administrație și politică
Componența Consiliului local Joltai (11 consilieri), ales la 5 noiembrie 2023, este următoarea:
|  | Partid                                 | Consilieri | Componență | Componență | Componență | Componență |
|  | -------------------------------------- | ---------- | ---------- | ---------- | ---------- | ---------- |
|  | Partidul „Renaștere”                   | 4          |            |            |            |            |
|  | Candidat independent NICOLAI NEDEALCOV | 1          |            |            |            |            |
|  | Candidat independent ANNA STAMOVA      | 1          |            |            |            |            |
|  | Candidat independent PANTELEI LAZAREV  | 1          |            |            |            |            |
|  | Candidat independent NICOLAI ZAMFIR    | 1          |            |            |            |            |
|  | Candidat independent NICOLAI PACEV     | 1          |            |            |            |            |
|  | Candidat independent TATIANA CAMBUR    | 1          |            |            |            |            |
|  | Candidat independent ANDREI GARCEV     | 1          |            |            |            |            |